# Капонґ
Капонґ — карибська мова, якою розмовляють переважно в Гаяні, переважно в регіоні Верхній Мазаруні. Хоча багато людей, які говорять, не живуть у селах, є кілька населених пунктів, зокрема Камаранг, Джавалла, Варамадонг і Како. Існує два діалекти: акавайо та патамона.
Макуші називають мову — Ingarikó.

## Історія
Карибські племена практикують місцеву систему вірувань, яка сягає 16 століття. Лише в 19 столітті були зроблені спроби зрозуміти вірування та практики цього племені. Значна частина мови капонґ має стосунок до поклоніння сонцю та сонячним духам, що відображає систему вірувань цих карибськомовних племен. Література також виявила віру у вищу істоту в небі серед племен карибів у Гаяні.

## Географічне поширення
Установлено, що мова капонґ поширена в низинній тропічній частині Південної Америки, зокрема в регіонах Гаяни, Бразилії та Венесуели.
У Гаяні в лісах біля басейну річки Мазаруні розмовляють капонґ. У 2013 році опитування, проведене Міжамериканським банком розвитку, виявило 20 % вільного володіння мовою акаваїо, що було найвищим рівнем вільного володіння мовою серед усіх груп корінного населення Гаяни. Однак під час опитування гаянський народ патамона не використовував корінної мови.
Число носіїв у Бразилії становить близько 10 000, і передача мови в Бразилії вважається хорошою. Носії мови в Бразилії зустрічаються серед корінних жителів Рорайма Терра Рапоза.
У Венесуелі капонґ поширений у штатах Болівар і Монагас.

## Діалекти/Різновиди
Капонґ має три діалекти, а саме:
- Акавайо (Akawayo)
- Інгаріко (Ingaricó)
- Патамона

## Фонологія

### Приголосні
|              |              | Білабіальні | Альвеолярні | Піднебінні | Задньоязикові |
| ------------ | ------------ | ----------- | ----------- | ---------- | ------------- |
| Проривні     | глухий       | p           | t           |            | k             |
| Проривні     | дзвінкі      | b           | d           |            | g             |
| Фрикативні   | глухий       |             | s           |            |               |
| Фрикативні   | дзвінкі      |             | z           |            |               |
| Носові       | Носові       | m           | n           |            |               |
| Одноударні   | Одноударні   |             | ɾ           |            |               |
| Напівголосні | Напівголосні |             |             | j          | w             |

Алофонами /ksn/ є [ʔ tʃ ŋ], а алофонами /z/ є [ʃ ʒ dʒ].

### Голосні
|                 | Передні | Центральні | Задні |
| --------------- | ------- | ---------- | ----- |
| Закриті         | i       | ɨ          | u     |
| Закрито-середні | e       | ʌ          | o     |
| Відкриті        |         | a          |       |

## Орфографія

### Голосні та дифтонги
- a — [a]
- e — [ɛ/e]
- я — [я]
- ï — [ɨ]
- o — [o/ɔ]
- ö — [ʌ]
- u — [u]
- ai — [aj]
- au — [aw]
- ei — [ej]
- oi — [ɔj]

### Приголосні
- b — [b]
- ch — [t͡ʃ]
- d — [d]
- г — [г]
- j — [d͡ʒ] ~ [ʒ]
- k — [k]
- м — [м]
- n — [n]
- ñ — [ɲ]
- ng — [ŋ]
- p — [p]
- r — [ɺ]
- s — [s]
- sh — [ʃ]
- t — [t]
- w — [w]
- y — [j]
- z — [z]
- ' — [ʔ][8][9]

## Словниковий запас
Значна частина мови капонґ робить наголос на вищому духу/богу в небі, і це відображено у лексиці цієї мови.
- Kapóng = Небесні люди
- akwalo = дух
- akwa = Боже місце
- Waica = воїн
- Taemogoli = дід
- Kapo = на небі
- Iopotari akuru = головний дух

## Морфологія
-yamok (aemvk) — закінчення, що використовується для перетворення слів у множину, (тобто) додавання yamok до «Kapong» робить «Kapong» множиною; Kapong yamok.
-da — це маркер, який використовується для позначення володіння, наприклад: kaata = книга; da kaata = моя книга.

Бажаний порядок слів у капонґ такий: суб'єкт-об'єкт-дієслово, наприклад:
Walawokyamàkuya
boys-PL
molok
fish
yachi
catch
"Хлопчики ловлять рибу"
Однак порядок слів вільний, і бувають випадки, коли об'єкт стоїть перед підметом у реченнях. Такі як:
Kanau
boat
ikuurabök
he paddling
mang
is
"Він веслує на човні"
У капонґ немає гендерних відмінностей, оскільки немає відмінностей у системах особистих займенників і афіксах для позначення роду іменників.
Порівняння часто використовуються на письмі, оскільки багато слів у цій мові дозволяють це зробити. За допомогою суфіксів багато слів можна перетворити на порівняння. Приклади:
- -kasa = 'подобається'
- -walai = 'схожий на'